# Zona económica exclusiva de Brasil

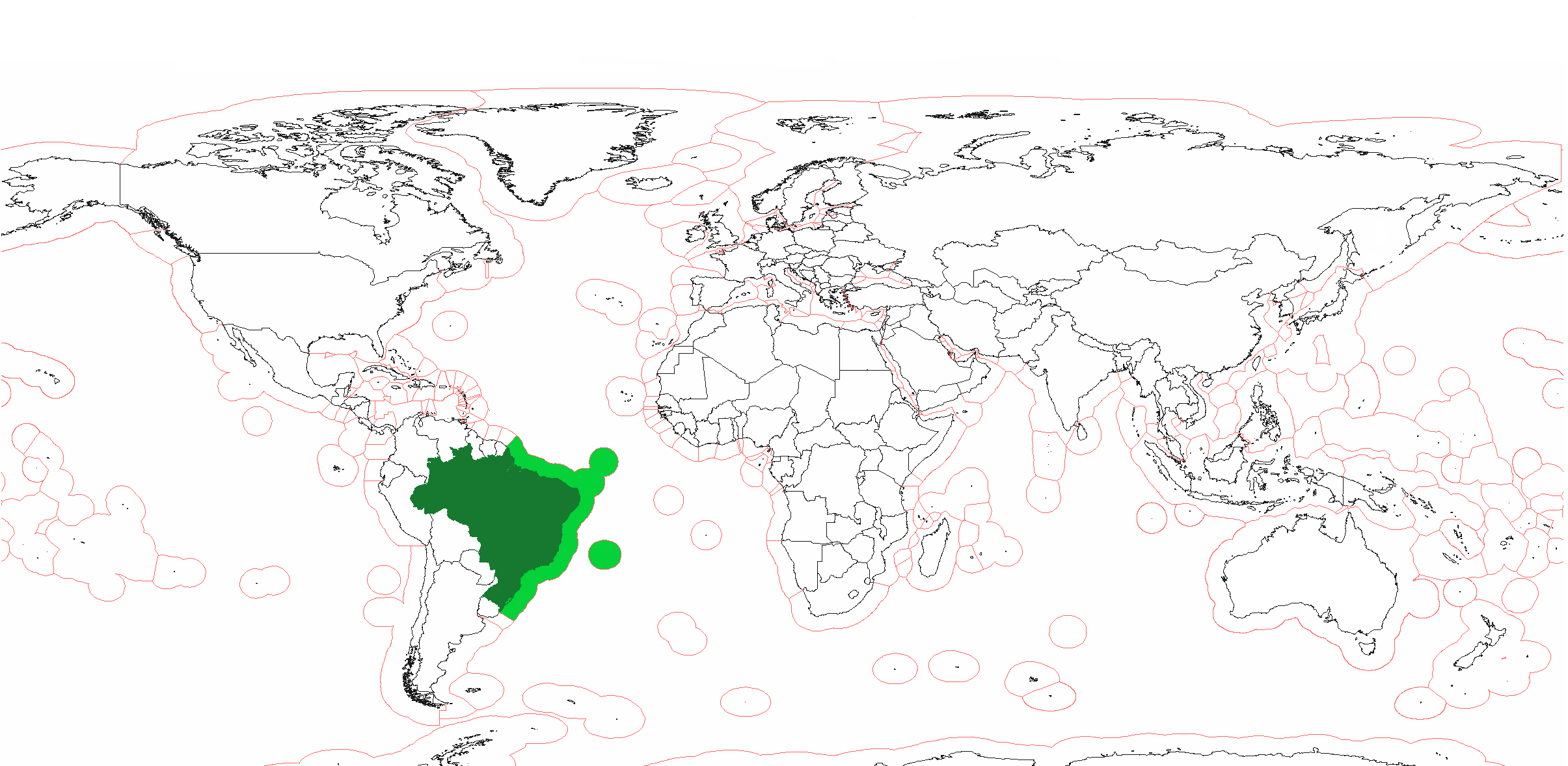
Zona Económica Exclusiva de Brasil

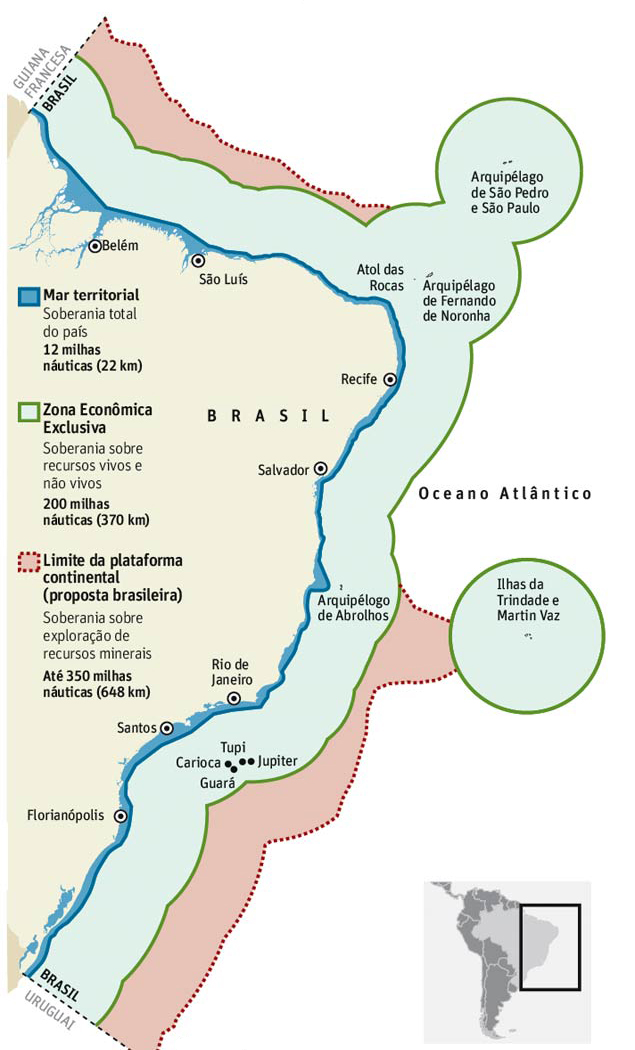
ZEE y plataforma continental de Brasil

La zona económica exclusiva de Brasil, también llamada Amazonía Azul o territorio marítimo brasileño es la zona económica exclusiva (ZEE) de Brasil. Es un área costa afuera de 3,6 millones de kilómetros cuadrados en la costa brasileña, rica en biodiversidad marina y recursos energéticos. El tamaño es equivalente a la superficie de la selva amazónica. El nombre Amazonía azul es una referencia a la región biológicamente rica de la Amazonía brasileña, con la adición del adjetivo azul que denota el océano.
El área puede ampliarse a 4,4 millones de kilómetros cuadrados en vista del reclamo brasileño que fue presentado a la Comisión de Límites de la Plataforma Continental de las Naciones Unidas (CLCS) en 2004. Se propone ampliar la plataforma continental de Brasil a 900 mil kilómetros cuadrados de suelo y subsuelo marino, que el país podrá explorar. Con la extensión, el área será más contigua, incluyendo las áreas de los archipiélagos brasileños en el Atlántico Sur. La región con mayor Amazonía Azul es el Nordeste, debido a la existencia de varias islas bien espaciadas entre sí en una zona marina contigua (la isla de Trinidad está demasiado alejada de la costa para que ocurra lo mismo).

## Potencial económico
Esta región tiene muchas riquezas y potencial para diversos tipos de uso económico:
- Pesca, debido a la enorme diversidad de especies marinas que residen en esta región.
- Minerales metálicos y otros recursos minerales en el lecho marino;
- Enorme biodiversidad de especies marinas que residen en esta región.
- El petróleo, tal como se encuentra en la cuenca de Campos y en el presal (cuencas de Campos,  Santos y de Espírito Santo – la prospección en estas áreas ya representa dos millones de barriles de petróleo por día, el 90% de la producción brasileña actual);
- Aprovechamiento de la energía mareomotriz y eólica en alta mar.

## Historia
Con la entrada en vigor de la Convención de las Naciones Unidas sobre el Derecho del Mar (UNCR) en 1995, y de conformidad con sus disposiciones, por la cual las rocas sin ocupación humana permanente no dan derecho al establecimiento de una Zona Económica Exclusiva, Con el objetivo de explorar, conservar y administrar los recursos de la región, Brasil, que ya ocupaba el archipiélago de Trinidad y Martín Vaz, ahora también ocupa el archipiélago de San Pedro y San Pablo. Esta decisión los elevó a la categoría de archipiélago, permitiendo al país ampliar su ZEE en 450 mil kilómetros cuadrados, área equivalente al estado brasileño de Bahía.

## Geografía
| Región                                | Zona ZEE (km2) |
| ------------------------------------- | -------------- |
| Brasil continental                    | 2 570 917      |
| Islas Trinidade y Martín Vaz          | 468 599        |
| Archipiélago de San Pedro y San Pablo | 413 636        |
| Fernando de Noronha                   | 363 362        |
| Total                                 | 3 830 955      |